# Мнішкі (Лодзинське воєводство)
Мнішкі (пол. Mniszki) — село в Польщі, у гміні Ленчиця Ленчицького повіту Лодзинського воєводства.
Населення — 114 осіб (2011).
У 1975-1998 роках село належало до Плоцького воєводства.

## Демографія
Демографічна структура станом на 31 березня 2011 року:
|          | Загалом | Допрацездатний вік | Працездатний вік | Постпрацездатний вік |
| -------- | ------- | ------------------ | ---------------- | -------------------- |
| Чоловіки | 51      | 9                  | 36               | 6                    |
| Жінки    | 63      | 14                 | 34               | 15                   |
| Разом    | 114     | 23                 | 70               | 21                   |